# Symphimus mayae
Symphimus mayae là một loài rắn trong họ Rắn nước. Loài này được Gaige mô tả khoa học đầu tiên năm 1936.